# Fatima Besnaci-Lancou
Œuvres principales
Réfugiés et détenus de la guerre d'Algérie - Mémoires photographiques et historiques,
Nos mères, paroles blessées - Une autre histoire de harkis,
Harkis au camp de Rivesaltes,
Les harkis dans la colonisation et ses suites,
Les harkis - Idées reçues,
Des vies - 62 enfants de harkis racontent,
Les harkis, histoire, mémoire et transmission,
Des harkis envoyés à la mort - Le sort des prisonniers de l'Algérie indépendante (1962-1969).
Compléments
- Témoignages sur la mémoire de la population harki en France

Fatima Besnaci-Lancou, née en 1954 à Novi dans l'actuelle Sidi Ghiles dans la wilaya de Tipaza en Algérie, est une historienne française spécialisée dans l'étude de la guerre d'Algérie. Elle est particulièrement connue pour ses travaux sur les harkis.

## Biographie

### Enfance et formation
Fatima Besnaci-Lancou, née en Algérie en 1954, est l’aînée de huit frères et sœurs. Arrivée en France à l’âge de 8 ans, le 21 novembre 1962, elle a vécu quinze ans dans les camps de harkis, d’abord à Rivesaltes, puis à Bourg-Lastic, et enfin à Mouans-Sartoux, dans un hameau de forestage.
Elle obtient en 2012 un master 2 auprès de l'université Paris Sorbonne-Paris IV ; son mémoire porte sur le rôle du Comité international de la Croix-Rouge (CICR) auprès des harkis emprisonnés en Algérie après l'indépendance. Le 15 décembre 2016, elle soutient une thèse en histoire contemporaine à l'Université Paris-Sorbonne, sur l'ensemble des missions du CICR dans le contexte de la Guerre d'Algérie.
Elle est mariée et mère de 2 enfants.[réf. souhaitée]

### Activités
Dans les années 1990-2010[Quand ?], elle a dirigé une maison d'édition[Laquelle ?]. Fatima Besnaci-Lancou s’est mise à écrire Fille de harki, publié en 2003, d’abord dit-elle pour ses enfants qui devaient connaître l’histoire de leur mère.
Le 4 mars 2003, en s'appuyant sur le livre Fille de harki, l’historien et ancien dirigeant du FLN Mohammed Harbi publie un point de vue dans le quotidien Le Monde : « Dire enfin que la guerre est finie », afin d’expliquer que le drame algérien devait être vu dans sa complexité et non de manière manichéenne.
Le 10 janvier 2004, elle soutient le groupe "Femmes et Filles de Harkis" en organisant une manifestation aux côtés d'associations militant pour les harkis avec, pour mot d’ordre, « la demande d’une reconnaissance de l'abandon dont les harkis ont été victimes, et de la discrimination dont ils sont encore aujourd'hui l'objet ». Elle organise de concert avec la LICRA un colloque sur la tragédie des harkis, l'assimilant à un crime contre l'humanité.
En 2004, elle cofonde avec Hadjila Kemoum l’association Harkis et droits de l’Homme, dont l’objectif est de travailler sur la mémoire des harkis. Elle ouvre la signature d'un « manifeste pour la réappropriation des mémoires confisquées » afin de rapprocher les enfants de harkis et les immigrés, qui se dresse contre la « simplification de l’histoire » qui a classé parmi les « bons « et les « méchants » des gens qui « par choix, hasard ou nécessité », se sont retrouvés face à face durant la guerre d’Algérie. Elle poursuit ce travail de rapprochement entre les Algériens, les immigrés et les harkis, notamment par le biais de rencontres, en particulier avec l’écrivain algérienne Maïssa Bey, tout en restant très critique  et exigeante vis-à-vis de la situation faite aux harkis restés en Algérie ou des conditions d’accueil faites à d’anciens harkis vivant en France et souhaitant se rendre en Algérie. Elle publie en 2004, avec Yazid Sabeg, un article dans Le Figaro : «France Algérie : les voies de la réconciliation», puis signe l’appel « France-Algérie : dépassons le contentieux historique » signé par des personnalités françaises et algériennes, paru dans Le Monde daté du 1er décembre 2007.
En 2005, elle reçoit le prix Seligmann contre le racisme et l’antisémitisme, (fondé par Françoise Seligmann) pour son livre Fille de harki. Le 28 février 2005, elle critique des aspects  de la loi du 23 février 2005. En décembre 2005, elle est nommée citoyenne d’honneur de la ville de Saint-Maximin-la-Sainte-Baume (Var).
En février 2006, elle organise un colloque à l’Assemblée nationale : « Les harkis dans la colonisation et ses suites ». En septembre 2006, elle regroupe des témoignages de femmes de harkis de la première génération, arrivées en France en 1962 avec leurs maris, dans le livre Nos mères, paroles blessées ; une autre histoire de harkis. En novembre suivant, elle publie des témoignages d’anciens harkis  dans l’ouvrage Treize chibanis harkis.
En août 2008, elle publie dans la collection « Idées reçues », avec Abderahmen Moumen, Les Harkis. En octobre 2008, elle organise, avec l’association Harkis et droits de l’Homme, une série de manifestations culturelles et scientifiques, expositions, films, théâtre, colloque international, débats, lectures… sous le titre générique de « Français et Algériens, art, mémoires, histoire » pour mettre en commun différentes mémoires.
Le 29 mai 2009, elle organise, avec le concours de la Cité nationale de l'histoire de l'immigration (CNHI), de l'Institut national de recherche pédagogique (INRP), une journée d’études à destination des enseignants : « Enseigner l’histoire des harkis ». Elle est membre du comité de parrainage  de l’association «Les Marianne de la diversité». La publication en 2010 du livre Les harkis, histoire, mémoire et transmission, en collaboration avec Benoît Falaize et Gilles Manceron, est jugée par l'historienne Raphaëlle Branche comme «offrant aux lecteurs un tableau des dernières avancées historiographiques sur le sujet».
En décembre 2011, elle codirige le numéro 666 de la revue Les Temps modernes, consacré aux harkis sous le titre « Harkis - 1962-2012, les mythes et les faits ». Elle est membre du conseil scientifique du Mémorial du Camp de Rivesaltes. Elle est nommée au grade de chevalier de la Légion d'honneur en septembre 2018. En 2020, ses textes accompagnent l'exposition “Treize chibanis harkis” organisée par le Mémorial du Camp de Rivesaltes. Cette exposition permettait de découvrir les 13 séries de tableaux (soit 64 peintures au total) de Serge Vollin qui s’est inspiré des témoignages de chibanis harkis ; Azzedine, Hocine, Youssef, Lounes, Slimane, Saïd, Moussa, Ahmed, Lakhdar, Ali, Malek, Tayed et Mohammed. Ces hommes ont relaté leur expérience de la guerre, de l’exil et de la relégation dans les camps, en particulier celui de Rivesaltes.
Le 27 janvier 2021, elle co-signe une tribune dans Le Figaro où elle récuse le rapport Stora sur la guerre d'Algérie.

## Publications
- Fatima Besnaci-Lancou, Fille de harki, Éditions de l’Atelier, (2003), 2005 (préface de Jean Daniel et Jean Lacouture, postface de Michel Tubiana),  (ISBN 978-2-7082-3834-3)
- Fatima Besnaci-Lancou, «Témoignage et regard d’écrivain», in Lila Ibrahim-Lamrous, Catherine Milkovitch-Rioux (dir.), Regards croisés sur la guerre d’Algérie», Presses Universitaires Blaise Pascal, collection « littératures, 2005, p. 245–249
- Fatima Besnaci-Lancou, Nos mères, paroles blessées - Une autre histoire de harkis, Éditions Zellige, 2006 (préface de Claude Liauzu),  (ISBN 978-2-914773-07-2)
- Fatima Besnaci-Lancou, Treize chibanis harki, éd. Tiresias, 2006 (préface de Gilles Manceron, postface d'Amar Assas),  (ISBN 978-2-915293-39-5)
- Fatima Besnaci-Lancou, Gilles Manceron (dir.), Les harkis dans la colonisation et ses suites, Éditions de l'Atelier, 2008, 224 p. (préface de Jean Lacouture),  (ISBN 978-2-7082-3990-6).
- Fatima Besnaci-Lancou, Abderahmen Moumen, Les harkis, Le Cavalier Bleu, collection « idées reçues », 2008,  (ISBN 978-2-84670-208-9).
- «Le rapatriement vu par une femme de harki, témoignage recueilli par Fatima Besnaci-Lancou», in C. Harrir, J.J. Jordi, A. Perroy (dir.), Les valises sur le pont – La mémoire du rapatriement maritime d’Algérie – 1962, Marines éditions, 2009.
- Fatima Besnaci-Lancou (dir.), Des vies - 62 enfants de harkis racontent, éd. de l'Atelier, 2010 (préface de Boris Cyrulnik),  (ISBN 978-2-7082-4108-4).
- Fatima Besnaci-Lancou, Benoit Falaize, Gilles Manceron (dir.), Les harkis, histoire, mémoire et transmission, Editions de l'Atelier, (préface de Philippe Joutard), 2010,  (ISBN 9782708241176).
- Fatima Besnaci-Lancou, «Les harkis, une histoire déformée par des récits officiels», in Association des 4ACG (anciens appelés en Algérie et leurs amis contre la guerre), Guerre d'Algérie, guerre d'indépendance : Paroles d'humanité, Paris, L'Harmattan, 2012, 480 p. (ISBN 978-2-296-99269-6, lire en ligne).
- Fatima Besnaci-Lancou, Malika Mokeddem, Maïssa Bey et Annelise Roux (préf. Marie-Louise Gourdon), L'autre côté de la mer, Éditions de l'aube, septembre 2012 (ISBN 978-2-8159-0693-7).
- Fatima Besnaci-Lancou, «Le chasseur de lapins», in Yahia Belaskri et Elisabeth Lesne (dir.), Algéries 50, Magellan, 2012.
- Fatima Besnaci-Lancou, «Le temps des revendications, 1973-1982», in Pascal Blanchard, Nicolas Bancel, Yvan Gastaud et Naïma Yahi (dir.), La France arabo-orientale - Treize siècles de présence, Paris, La Découverte, 2013.
- Fatima Besnaci-Lancou, Des harkis envoyés à la mort. Le sort des prisonniers de l'Algérie indépendante (1962-1969), préface de Todd Shepard, Ivry-sur-Seine, éd. de l'Atelier, 2014, 224 p.  (ISBN 978-2-7082-4245-6)[23].
- Fatima Besnaci-Lancou, « Harkis : les rapports du CICR », L'Histoire, no 409,‎ mars 2015, p. 32-33.
- Fatima Besnaci-Lancou, « La France de Kheira », Migrance, no 42,‎ second semestre 2013, p. 247-252 (ISSN 1168-0814).
- Fatima Besnaci-Lancou, « Le Comité international de la Croix-Rouge (CICR) - Un témoin singulier dans la guerre d'Algérie et ses suites », in Aïssa Kadri, Moula Bouaziz et Tramor Quemeneur (dir.), La guerre d'Algérie revisitée - Nouvelles générations, nouveaux regards, éd. Karthala, 2015  (ISBN 978-2-8111-1295-0), p. 261-269.
- Fatima Besnaci-Lancou, « Harkis : les rapports du CICR », L'Histoire, no 409,‎ mars 2015, p. 32-33
- Fatima Besnaci-Lancou, Prisons et camps d'internement en Algérie : les missions du Comité international de la Croix-Rouge dans la guerre d'indépendance, 1955-1962, préface de Aïssa Kadri, éd. du Croquant, 2018, 570 p.  (ISBN 978-2-3651-2164-4).
- Fatima Besnaci-Lancou, « Rompre avec l'illettrisme familial », in Martine Mathieu-Job (dir.), A l'école en Algérie - Des années 1930 à l'indépendance, éd. Bleu autour, 2018,  (ISBN 978-2-3584-8094-9), p. 74-79.
- Fatima Besnaci-Lancou, Harkis au camp de Rivesaltes - La relégation des familles - Septembre 1962 - Décembre 1964, préface de Olivier Dard, éditions Loubatières et Mémorial du Camp de Rivesaltes, 2019, 176 p.  (ISBN 978-2-86266-771-3).
- Fatima Besnaci-Lancou, « Les harkis », in Joëlle Alazar et Sihem Bella (dir.), Nouveaux regards sur l'Afrique coloniale française, 1830-1962, éd. Bréal, 2021,  (ISBN 978-2-7495-5039-8), p. 203-218.
- Fatima Besnaci-Lancou, « Omar, Louiza et le petit Alilou », in Nazim Benhabib (dir.), Mémoires en miroir. Algérie - France, éd.HDiffusion, 2022,  (ISBN 978-2-3634-5128-6), p. 31-36.
- Fatima Besnaci-Lancou et Houria Delourme-Bentayeb (préf. Jacques Frémeaux), Ils ont dit NON à l'abandon des HARKIS : Désobéïr pour sauver, Villemur-sur-Tarn, Éditions Loubatières, 2022, 224 p. (ISBN 978-2-86266-809-3).
- Fatima Besnaci-Lancou, « Harkis : la double peine », Historia, Paris, éditions Croque Futur, no 903,‎ mars 2022, p. 37-39 (ISSN 1270-0835).
- Fatima Besnaci-Lancou, « La tragédie des harkis », L'Histoire, Paris, éditions Croque Futur, no 95,‎ avril-juin 2022, p. 101-103 (ISSN 0182-2411).
- Fatima Besnaci-Lancou (préf. Denis Peschanski), Réfugiés et détenus de la guerre d'Algérie : Mémoires photographiques et historiques, Ivry-sur-Seine/14-Condé-en-Normandie, Éditions de l'Atelier, 2022, 176 p. (ISBN 978-2-7082-5398-8).
- Fatima Besnaci-Lancou, « Harkis, vivre dans l'Algérie indépendante », in Pierre Singaravélou (dir.), Colonisations. Notre histoire (dir.), éditions du Seuil, septembre 2023,  (ISBN 978-2-02-149415-0), p. 355-356.
- Fatima Besnaci-Lancou, Houria Delourme-Bentayeb, «La phase de rapatriement des harkis à partir de juin 1962 », in Pierre Vermeren (dir.), Qui a sauvé des harkis ? - Témoignages et matériaux sur une histoire méconnue, éditions Riveneuve, mars 2024,  (ISBN 978-2-36013-707-7), p. 105-114.
- Fatima Besnaci-Lancou, «La Croix-Rouge internationale auprès des harkis emprisonnés dans l'Algérie indépendante », in Pierre Vermeren (dir.), Qui a sauvé des harkis ? - Témoignages et matériaux sur une histoire méconnue, éditions Riveneuve, mars 2024,  (ISBN 978-2-36013-707-7), p. 115-122.
- Fatima Besnaci-Lancou, Houria Delourme-Bentayeb, «Harkis sous surveillance avant et après 1962 », in Marie Cheminot et Sébastien Ledoux (dir.), Algérie - La guerre prise de vues, CNRS éditions, juin 2024,  (ISBN 978-2-271-15201-5), p. 166-178.
- Fatima Besnaci-Lancou (dir.) et Houria Delourme-Bentayeb (dir.) (préf. Patrick Imhaus), La surdité de l'institution à l'égard des harkis : Après le « pardon » de 2021, l’affaire de l’Annexe 4, Éditions L'Harmattan, coll. « Histoire et perspectives méditerranéennes », 29 août 2024, 154 p., 13,5 x 21,5 cm (ISBN 978-2-336-45983-7, présentation en ligne, lire en ligne).
- Fatima Besnaci-Lancou et Serge Vollin, La Petite jupe verte, Éditions Espaces & Signes, 18 octobre 2024, 80 p., 19.2 x 12.3 cm (ISBN 978-2-382-06048-3).

## Expositions
- Treize chibanis harkis, œuvres de Serge Vollin, textes de Fatima Besnaci-Lancou[24], du 30 juin 2020 au 31 janvier 2021, au Mémorial du Camp de Rivesaltes[25].
- Chibanis harkis, œuvres de Serge Vollin, textes de Fatima Besnaci-Lancou, du 7 au 29 février 2024 à l'Assemblée nationale, du 7 au 15 avril 2024 dans les jardins des Invalides[26].

## Décorations
- Chevalier de la Légion d'honneur en 2018[20]